# Pasquale Irlando
Pasquale Irlando (* 17. Februar 1965 in Locorotondo) ist ein italienischer Autorennfahrer, der eng mit dem italienischen Rennwagenhersteller Osella verbunden ist.

## Sportliche Karriere
Im Alter von 12 Jahren fuhr Irlando seine ersten Kart-Rennen. Nachdem er in den 1980er Jahren einige Erfolge bei lokalen Kartrennen hatte erzielen können, beteiligte sich Irlando 1987 erstmals an Bergrennen. 1992 siegte er in einem Osella PA9/90 bei acht von zehn Rennen der italienischen Bergmeisterschaft und gewann überlegen den Meistertitel.
Ab 1994 war Irlando – zunächst an der Seite des 2000 tödlich verunglückten Fabio Danti – einer der Stammpiloten in Enzo Osellas Werksteam. Mit dem neu entwickelten Osella PA 20 wurde Irlando 1995 erneut Italienischer Bergmeister. Wenig später weitete Irlando sein Engagement auf die Europa-Bergmeisterschaft aus. Hier gewann er dreimal in Folge den Meistertitel (1997, 1998 und 1999). Irlando nahm bis 2007 an der europäischen Bergmeisterschaft teil. 